# 帕爾卡 (玻利維亞)
16°34′0″S 67°57′0″W / 16.56667°S 67.95000°W

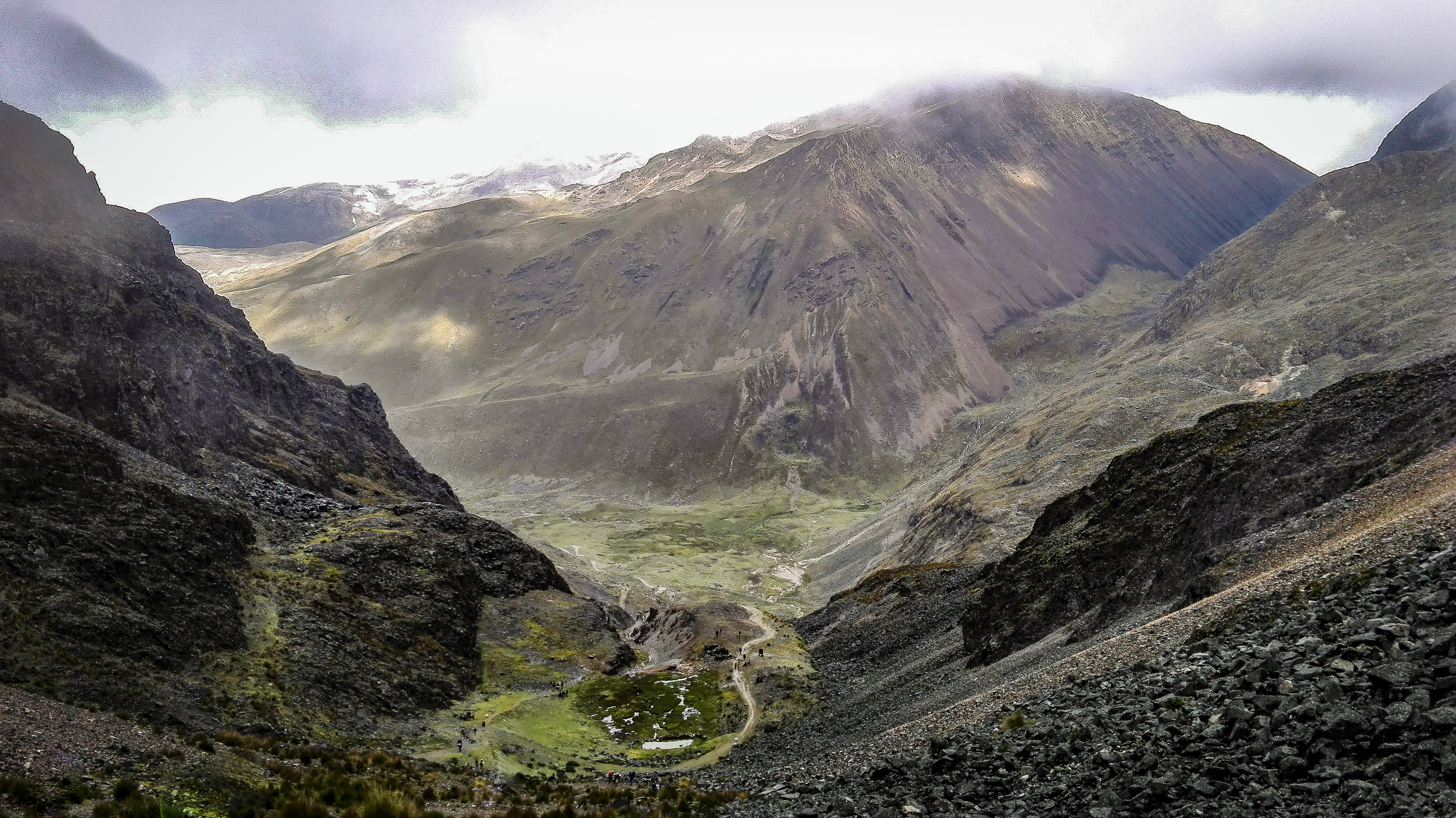
国家公园

帕爾卡（西班牙語：Palca），是玻利維亞西部拉巴斯省穆里约县的市鎮，并为该县的县府所在地。海拔高度3,465米，每年平均降雨量約600毫米，2012年人口数量为16,622人。